# Gustavo Niederlein

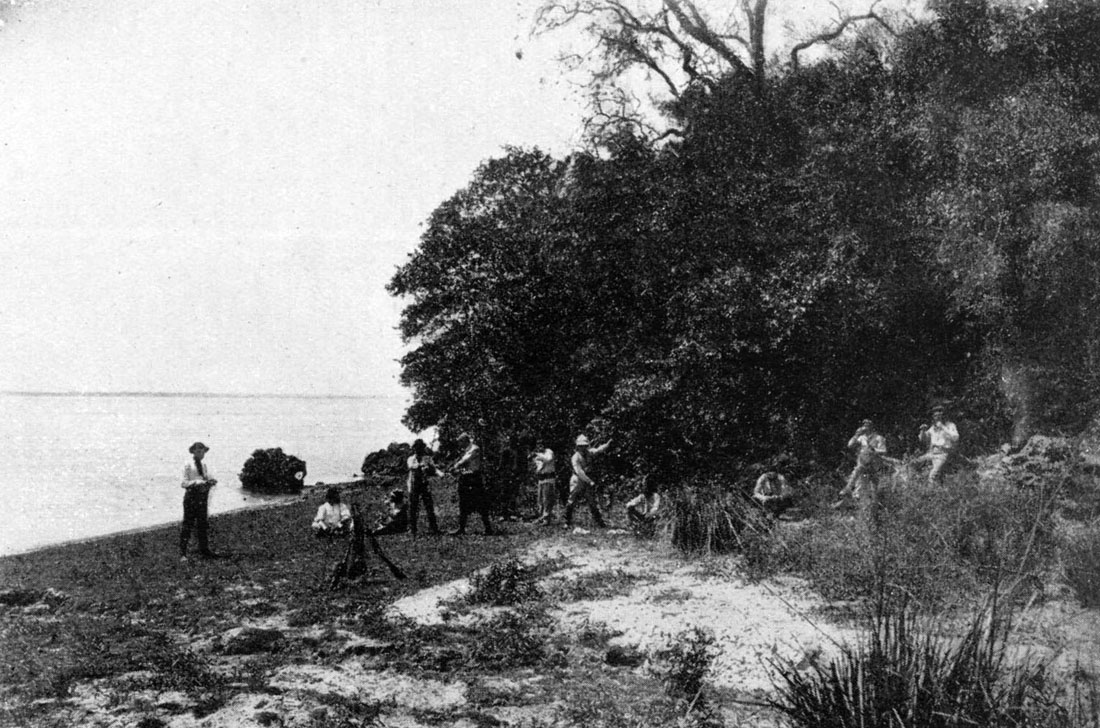
Expedição ao Alto Paraná. Niederlein é o últimoa à direita

Gustav ou Gustavo Niederlein (1858-1924) foi um naturalista e explorador alemão que desenvolveu parte de sua carreira na Argentina.
Como parte dos sábios que abandonaram a Alemanha para explorar o novo continente nos fins do século XIX, se incorporou a Ministério da Agricultura na Argentina, formando um importante herbário. Acompanhou as tropas de  Julio Argentino Roca na Campanha do Deserto, elaborando uma lista de plantas da região que complementou as explorarações anteriores de Eduardo Ladislao Holmberg, e que publicou com grande êxito na Exposição Universal de Paris.
Chefiou logo depois uma comissão designada pelo governo para recolher material que enviara a Exposição de Chicago, viajando ao norte do país para coletar exemplares da flora e fauna. Em seus últimos pesquisou a flora do trópico, chegando até Honduras na busca de orquídeas.